# Marktleuthen
Marktleuthen é um município da Alemanha, situado no distrito de Wunsiedel, no estado da Baviera. Tem 35,49 km² de área, e sua população em 2019 foi estimada em 3.013 habitantes.